# Bananarama
Bananarama és un grup britànic de música pop creat en 1979 per Sarah Dallin, Keren Woodward i Siobhan Fahey, sent aquesta última substituïda en 1988 per Jacquie O'Sullivan, qui també va abandonar la formació en 1991. En 2017 es va reintegrar Siobhan Fahey, després d'anunciar el grup una nova gira.
El seu nom prové de barrejar la paraula «banana» amb el títol de la cançó de Roxy Music «Pyjamarama». Algunes versions indicaven que la paraula «banana» va sorgir del programa infantil de televisió The Banana Splits; no obstant això, Woodward ha explicat que va sorgir després de gravar el seu primer senzill en idioma suahili, relacionant a aquesta fruita amb alguna cosa tropical.

## Carrera

### Inici
La banda es va formar a Londres en 1979 per Keren Woodward i Sarah Dallin, amigues des de la infància, a les quals s'uneix Siobhan Fahey, qui al seu torn havia conegut a Sarah a l'Escola de Moda londinenca en la qual ambdues estudiaven.
Després d'haver començat cantant en festes, en cases d'amics i companys, i en nightclubs, on l'acompanyament estava tot gravat en una cinta i cap d'elles tocava cap instrument, van cridar l'atenció de l'ex bateria del grup Sex Pistols, Paul Cook, qui va produir el seu primer senzill, una versió de «Aie A Mwana» de Black Blood, cantada en idioma suahili.
Després d'acompanyar al grup Fun Boy Three en el seu tema «It Ain't What You Do (It's The Way That You Do It)», que va arribar al #4 de la llista britànica de senzills al febrer de 1982, el grup va tornar el favor a Bananarama a l'abril d'aquest mateix any amb una col·laboració en la cançó «Really Saying Something», una versió del tema de The Velvelettes que va confirmar l'èxit de les noies a Gran Bretanya, aconseguint el lloc #5 en la llista d'èxits del seu país.
El seu primer disc, llançat en 1983 i que va arribar al número #7 de la llista anglesa d'àlbums, porta com a títol Deep Sea Skiving i inclou èxits com «Shy Boy», que va assolir el #4 i el videoclip dels quals va ser dirigit per Midge Ure i Chris Cross (tots dos d'Ultravox), o «Na Na Hey Hey (Kiss Him Goodbye)», que va aconseguir el lloc #5.
El juliol del 1983 publiquen, com a avanç d'un futur treball, el tema «Cruel Summer», #8 en el Regne Unit i el seu primer èxit als Estats Units. Un altre dels seus grans assoliments va ser el senzill «Robert De Niro's Waiting», la lletra de la qual tractava sobre una noia que havia estat violada. Va aconseguir el número 3 de la llista britànica de singles al març de 1984. Aquest triomf va animar a les noies a abordar temàtiques més serioses, que quedarien plasmades en el seu següent llarga durada, realitzat aquest mateix any i produït íntegrament per Steve Jolley i Tony Swain. Malgrat ser un segon treball, l'àlbum va ser anomenat de la mateixa manera que el grup, Bananarama, i va arribar al número 16 en la llista del Regne Unit.
La cançó «Cruel Summer» va formar part del disc de la pel·lícula The Karate Kid i el grup va participar en la cançó benèfica "Do They Know it's Christmas?" de Band Aid.
Els seus següents treballs, temes com «Rough Justice» -una cançó protesta sobre les tensions polítiques a Irlanda del Nord-, «Hot Line To Heaven» o «Do Not Disturb», llançats a l'agost de 1985 com a bestreta d'un futur àlbum, no van complir les expectatives previstes.

### Desenvolupament artístic
Al maig de 1986 la sort del grup va millorar notablement, en posar-se en contacte amb el trio de productors de moda en aquell moment en el Regne Unit, Estoc, Aitken i Waterman, perquè aquests produïssin dos temes per al seu nou àlbum, anomenat True Confessions. El trio havia produït en 1985 el reeixit senzill del grup Dead Or Alive, «You Spin' Em Round (Like A Record)» i Bananarama volia aquest nou so Hi-NRG per fer una versió d'una cançó que les acompanyava des dels seus inicis: el tema «Venus» del grup holandès Shocking Blue. El resultat va ser un èxit, i «Venus» va arribar al capdamunt de les llistes de vendes fins i tot a nivell internacional, aconseguint el lloc #8 en el Regne Unit i el número 1 als Estats Units i Austràlia. El segon tema, «More Than Physical», no va tenir tanta sort: va arribar al lloc #41 en el Regne Unit i al #73 als Estats Units.
L'àlbum True Confessions no va passar del lloc #46 en el Regne Unit, però va tenir major difusió als Estats Units, on va aconseguir el número 15 en el Billboard 200.
En 1987, Estoc, Aitken i Waterman van produir íntegrament el seu següent disc, WOW!, el treball més reeixit del grup fins avui, sense tenir en compte la compilació de grans èxits que publicarien a l'any següent. Aquest disc, que va aconseguir el número 26 en el Regne Unit i va arribar a ser número 1 a Austràlia, conté senzills com a «I Heard A Rumour» (número 14 en el Regne Unit i #4 als Estats Units), «Love In The First Degree», que encara avui segueix sent el seu single més venut en el Regne Unit (i que va arribar al lloc #3 de la llista britànica), o «I Can't Help It» (que va ser número 20).

### Canvis en la formació
Al febrer de 1988 Siobhan Fahey deixa la banda després de casar-se amb Dave Stewart (integrant d'Eurythmics). Un dels motius que es van argumentar en aquella època va ser que ella ja no estava contenta amb la direcció artística que el grup havia pres i per problemes amb Pete Waterman. Posteriorment, Fahey fundaria el grup Shakespears Sister. Encara que Sarah i Keren volien continuar com a duo, la companyia discogràfica les pressiona perquè busquin una substituta, doncs considera que la imatge de Bananarama era la de tres noies. Així va ser com ambdues van allistar a la seva amiga Jacquie O'Sullivan, que anteriorment havia format part del grup Sillelagh Sisters. Immediatament es van posar a la feina i re-enregistraren les veus del que seria l'últim single de WOW!, el tema «I Want You Back», un altre dels seus èxits més sonats, que va arribar al lloc #5 de la llista britànica de senzills.
Aquest any, la seva casa de discos va pensar que era el moment de tancar aquesta etapa amb la publicació d'una recopilació en la qual estiguessin tots els èxits del grup, i va llançar The Greatest Hits Collection, aconseguint al número #3 de la llista anglesa d'àlbums. La compilació va arribar fins i tot al número 2 de la llista espanyola i incloïa els singles més importants fins llavors, i a més dos temes nous: «Love, Truth and Honesty» i una nova versió, diferent a la qual les noies havien fet per a l'àlbum WOW! de la cançó de les Supremes «Nathan Jones».
A més, en 1988 la popularitat del grup és enorme, sobretot després d'ingressar en el Llibre Guinness dels rècords com el grup femení de més èxit en la història de Gran Bretanya.
En 1989 es va treure al mercat una nova edició d'aquest recopilatori, afegint la versió que havien fet, amb la col·laboració del grup còmic Lananeeneenoonoo, del tema de The Beatles «Help!», llançat com single benèfic al febrer d'aquest mateix any, i que va arribar al número 3 en la llista del seu país.

### Nous canvis: de trio a duo
Després d'una pausa, el grup decideix tornar als estudis per gravar de nou amb Stock, Aitken i Waterman, però després d'uns mesos de treball les noies decideixen buscar una nova línia de treball i de so, ja que no estaven satisfetes amb els temes que aquests estaven fent. D'aquesta època són algunes de les cançons que mai han estat editades en cap format, com a «I Don't Care», «Don't Throw it All Again» o una versió del clàssic de David Bowie al més pur estil PWL: «Changes».
És llavors quan s'uneixen al productor Youth per llançar a la fi de 1990 l'àlbum Pop Life, l'únic en el qual participaria activament Jacquie O'Sullivan, i que incloïa els senzills «Only Your Love», «Preacher Man» -que arribaria a ser el més reeixit d'aquest disc-, una versió del tema de The Doobie Brothers «Long Train Running» i altres singles que, igual que l'àlbum, no van anar molt bé en les llistes angleses.
En 1991 el grup novament perd una integrant, O'Sullivan deixa el grup a l'agost, ja que en els tres anys que va romandre en Bananarama sempre va tenir problemes d'adaptació. Després d'aquesta marxa, Keren i Sarah decideixen continuar com a duo, malgrat el rebuig de la seva discogràfica, llançant a la fi de 1992 Please Yourself, àlbum produït de nou, i sota pressió de la seva casa discogràfica, per Stock i Waterman. D'ell es van extreure tres senzills: «Movin' On», «Last Thing On My Mind» -cançó que no va funcionar molt bé en les llistes, però que triomfaria anys més tard en ser gravada, sota la producció de Pete Waterman, pel grup Steps-, i una interpretació del tema d'Andrea True «More, More, More». L'àlbum estava planejat com un homenatge a ABBA, amb cançons noves i alguna versió de la famosa banda sueca, però el grup Erasure se'ls va avançar en el projecte i Bananarama va haver de declinar les seves intencions, encara que en alguns temes es percep un so similar a l'utilitzat pel quartet suec.
En 1993 finalitza el seu contracte amb London Records i les noies es queden sense segell discogràfic. En 1995 graven amb els productors Metro (responsables anys després de l'èxit «Believe» de Cher) I Found Love, treball que és llançat al Japó mentre busquen una companyia que publiqui el disc a Europa. Finalment l'àlbum és tret al mercat sota el títol Ultraviolet, però no arriba a editar-se al seu país natiu. Els senzills «Every Shade Of Blue» i «Take Me To Your Heart» es col·loquen en els primers llocs de les llistes dance alternatives dels Estats Units i el Canadà, on un segell independent publica el disc.
En 1998, amb motiu del programa de televisió A Song For Eurotrash, on es realitzen versions de cançons populars d'Eurovisió, Sarah i Keren tornen a ajuntar-se amb Siobhan per interpretar el tema «Waterloo» del grup ABBA, sortint victorioses del concurs.

### Rellançament comercial
En 2001 es publica, sota un segell francès, el seu vuitè àlbum d'estudi, Exòtica, disc que es va editar únicament a França i que amb prou feines va tenir repercussió, promocionant-se un parell de singles: la versió del tema de George Michael «Careless Whisper» i el tema «If».
En 2003 fitxen pel segell A&G i comencen la producció del que serà el seu treball més ambiciós des de Pop Life. Durant mesos enregistren amb productors com Terry Ronald, Ian Masterson, Mute8, Corp & BlackCell i Leigh Guest. A mitjan 2005 publiquen el seu primer senzill «Move In My Direction», cançó que les retorna als charts anglesos, on no havien publicat gens des de «More, more, more» en 1993. «Move In My Direction» aconsegueix un notori lloc #14 en les llistes britàniques, seguit de la publicació del senzill «Look On The Floor», i del seu novè àlbum, al que titulen Drama.
Durant 2006 Bananarama segueix amb la promoció de Drama per tot el món, publicant-se l'àlbum a diversos països com Alemanya, Austràlia, Japó, Taiwan, Estats Units, on «Look On The Floor» va aconseguir el #2 en el Dance Chart Club, i Espanya, on aquest mateix single va arribar al lloc #12 de la llista nacional de senzills.
En 2008 fitxen pel segell discogràfic Fascination, i editen a l'any següent l'àlbum Viva, produït per Ian Masterson. El primer single, «Love Comes», només arriba al lloc #44 en el Regne Unit i l'àlbum tampoc és un èxit, aconseguint un pobre lloc #87. A l'abril de 2010 s'edita el segon senzill extret de l'àlbum, «Love Don't Live Here», que només aconsegueix el lloc #114 en les llistes angleses.
Al setembre de 2012 el grup va llançar l'extended play “Now or Never” que coincideix amb el 30è aniversari del grup. L'EP inclou els singles “Now or Never”, “La La Love” i una versió del tema “Moves like Jagger” de Maroon 5. “Now or Never va arribar al lloc numero 4 de la llista dance de US i al lloc 11 en la llista de singles.
L'any 2017 Siobhan es va reunir amb Saran i Keren i van planejar fer una minigira de 15 xous pel regne unit, la repercussió va ser tal que van haver d'afegir mes dates arribant a 22 xous que van anar un èxit total i es van estendre fins a l'any 2018 en el qual també han estat actuant a diverses ciutats dels Estats Units. Després d'aquesta gira Sarah, Keren i Siobhan estan planejant treure un single les tres juntes com Bananarama però només a manera d'homenatge. Bananarama continua sent ara un duo.
Després de la gira amb la formació original (incloent a Siobhan), el duo Bananarama estava enmig de l'enregistrament del seu últim disc que es va retardar a causa de la reunió i gira del grup amb les tres components originals.

## Integrants
- Sara Dallin (1981–actualitat)
- Keren Woodward (1981–actualitat)
- Siobhan Fahey (1981–1988, 2017–actualitat)

### Ex-integrant
- Jacquie O'Sullivan (1988–1991)

## Discografia

### Àlbums d'Estudi
- Deep Sea Skiving (1983)
- Bananarama (1984)
- True Confessions (1986)
- Wow! (1987)
- Pop Life (1991)
- Please Yourself (1993)
- Ultra Violet (1995)
- Exotica (2001)
- Drama (2005)
- Viva (2009)

## Gires de concerts
- Lovekids Tour (1988)
- Bananarama World Tour (1989)
- Ultra Violet/Dance Mix 95 Tour (1995–1996)
- Bananarama Australian Tour (1997)
- Bananarama & Culture Club UK Tour (1999)
- Drama Tour (2005–2006)
- Here and Now Tour (2007–2009)
- Viva Tour (2009–2010)
- The Bananarama USA Tour (2012)
- Europe Tour (2014–2015)
- Australia Tour (2016)
- The Original Line Up UK Tour (2017)
- The Original Line Up North America Tour (2018)

## Llistat de totes les etiquetes discogràfiques
- London Records (RU, EUA, i el Canadà, 1981–1993)
- ZYX Records (Alemanya, 1994–1996)
- avex trax (Japó, 1995 / Taiwan, 2006)
- Quality Records (Canadà, 1995)
- Mega Records (Dinamarca, 1995)
- DigIt International (Itàlia, 1995)
- Festival Records (Austràlia, 1995)
- Popular Records (Canadà 1996)
- Curb Records (EUA,1996)
- M6 Interactions (França, 2000)
- A&G Productions (RU, 2004–2006)
- The Lab (EUA, 2006)
- True North Records (Canadà, 2006)
- Edel Company (Alemanya, 2006)
- EQ Music (Singapur i Malàisia, 2005)
- Phantom Imports (Hong Kong, 2006)
- Central Station (Austràlia, 2005)
- Pony Canyon (Japó, 2006)
- Universal Records (Filipines, 2005)
- Blanco y Negro Records (Espanya,1995–2006)
- Megaliner Records (Rússia, 2005)
- Nice Records (França, 2007)
- Fascination Records (RU, 2009–2010)
- BMG (RU, 2016–)